# Список балетов Касьяна Голейзовского
Ниже приводится список спектаклей, миниатюр и концертных номеров, поставленных балетмейстером Касьяном Голейзовским.  
Названия студий Голейзовского:
- 1916 — «Московский камерный балет».
- 1918 — «Мастерская балетного искусства»
- 1918 — Студия при Государственном театральном училище (техникуме).
- 1919 — «Первая показательная балетная студия».
- 1922 — «Московский камерный балет»

В 1916 году также ставил спектакли в «Мамонтовском театре миниатюр» (может быть 1914/1915?) и в театре-кабаре «Летучая мышь».

## Балеты
- «Эпоха танца» (на сборную музыку)
- 1916 — «Выбор невесты» М. А. Кузмина — «Интимный театр», Москва
- 1916 — «Козлоногие» И. А. Саца — «Интимный театр», Москва
- 1918 — «Соната смерти и движения» на музыку Десятой сонаты А. Н. Скрябина
- 1918 — «Пляска нимф и козлоногих» И. А. Саца
- 1918 — «Песочные старички» (на сборную музыку)
- 1919 — «Макс и Мориц» на музыку Л. Шитте
- 1919 — «Арлекинада» на музыку С. Шаминад
- 1920 — «Пьеро и Коломбина» на музыку С. Шаминад (для Госцирка)
- 1921 — «Пролог» и «Похоронный марш» на музыку Н. К. Метнера
- 1921—1924 — «Этюды» на музыку А. Н. Скрябина
- 1922 — «Фавн» на музыку К. Дебюсси, (художник Б. Р. Эрдман)
- 1922 — «Саломея» на музыку Р.Штрауса (художник Н. А. Мусатова)
- 1922 — «Трагедия масок» на музыку Б. Б. Бера
- 1923 — «Испанские танцы» на музыку И. Альбениса и Э. Гранадоса
- 1923 — «Эксцентрические танцы» на собственную музыку
- 1924 — «Смерть Изольды» на музыку Р. Вагнера
- 1924 — «Этюды чистой классики» на музыку Ф. Шопена
- 1924 — «Город» на музыку М. И. Блантера
- 1925 — «Иосиф Прекрасный» на музыку С. В. Василенко, художник Б. Р. Эрдман, филиал Большого театра («Экспериментальный театр»). Дальнейшие постановки: Одесский  театр оперы и балета, 1926; Харьков, Харьковский театр оперы и балета, 1928.
- 3 марта 1925 — «Теолинда», балет в 3-х актах на музыку Ф. Шуберта в инструментовке Д. Р. Рогаль-Левицкого, дирижёр М. Домашевич, художник Б. Р. Эрдман, «Экспериментальный театр»[2].
- 1926 — «В солнечных лучах» на музыку С. Н. Василенко, Одесский  театр оперы и балета.
- 1927 — «Смерч» на музыку Б. Б. Бера, филиал Большого театра. Дальнейшие постановки: Харьковский театр оперы и балета, 1928.
- 1927 — «Вечер новых постановок Касьяна Голейзовского», мастера Большого театра.
- 1928  — «Шалуны» Ф. Шуберта, студия «Драмбалет».
- 1931 — «Советская деревня» на музыку Б. Б. Бера
- 1931 — «Кармен» на музыку Ж. Бизе в редакции Б. Б. Бера.
- 23 марта 1931 — «Листиана», одноактный балет на музыку Ф. Листа, Художественный театр балета под руководством В. Кригер, дирижёр Ю. Чапковский, художник К. Савицкий. Дальнейшие постановки: «Танцевальная сюита», выпускной спектакль Ленинградского хореографического училища на сцене театра им. Кирова, художник Т. Бруни, 27 июня 1958.
- 1933 — «Чарда», на музыку Б. Б. Бера, мастера Большого театра
- 1933 — «Шопен» на музыку Шопена, мастера Большого театра
- 1933 — «Дионис» на музыку А. А. Шеншина, мастера Большого театра
- 1934 — «Половецкие пляски», Большой театр. Дальнейшие постановки: Донецкий театр оперы и балета, 1943; Ленинград, 1955.
- 1935 — «Спящая красавица», Харьковский театр оперы и балета.
- 1939 — «Бахчисарайский фонтан», Минский оперный театр. Дальнейшие постановки: 1942; Львовский оперный театр, 1949.
- 1941 — «Ду Гуль» («Две розы») на музыку А. С. Ленского, таджикская танцевальная этнография, Душанбе
- 1942 — «Дон Кихот», редакция М. М. Габовича (постановка отдельных танцев и сцен балета), Большой театр
- 1962 — «Скрябиниана», Большой театр
- 1964 — «Лейли и Меджнун» на музыку С. А. Баласаняна, Большой театр
- 1968 — «Мимолётности» на музыку С. С. Прокофьева, Большой театр

## Хореографические номера
1915
Интимный театр
- «Элегия» на музыку В. С. Калинникова
- «Запорожский казачок» на музыку С. С. Гулак-Артемовского

1916
Интимный театр
- «Музыкальная табакерка» А. К. Лядова
- «Восточный танец» на музыку К. Сен-Санса
- «Вариации» на музыку Ю. Г. Гербера

Мамонтовский театр миниатюр
- «Мотыльки» на музыку А. Н. Скрябина
- «Вакханалия» на музыку А. К. Глазунова
- «Белое и чёрное» на музыку Ф. Шопена
- «Tableaux vivants» на музыку Ж. Гортрана
- «Голландский танец»[3] (1915?)

1917
Концерт Madame d’Arto
- «Терана» на музыку К. Дебюси
- «Вакханалия» на музыку А. К. Глазунова

1918
Мастерская балетного искусства
- «Музыкальная табакерка» А. К. Лядова
- «Вальс» Ф. Шопена
- «Маски» на музыку Б. Б. Бера
- «Соната смерти и движения» на музыку А. Н. Скрябина (позже возобовлялась под названиями «Белая месса» и «Десятая соната»)
- «Пляска с луком» на музыку А. Дворжака
- «Полишинель и куколки» на музыку Р. Дриго
- «Этюд» на музыку С. В. Рахманинова
- «Мечтательный вальс» на музыку Ф. Шопена
- «Chaperon rouge» на музыку Лякка
- «Amarillos» на музыку Альбениса

1919
Показательная балетная студия
- «Дивертисмент» на музыку Э. Грига, Р. Дриго, А. Т. Гречанинова, П. И. Чайковского

1920
- «В лунном свете» на музыку К. Дебюсси
- «Современные пляски на революционные темы» на музыку Л. А. Половинкина
- «Джипси» на музыку К.Сен-Санса
- «Гопак» на музыку М. П. Мусоргского
- «Valse romantique» на музыку А. Н. Скрябина

1921
Студия «Искания» под руководством Голейзовского
- «Гирлянды» на музыку А. Н. Скрябина
- «Этюд» на музыку А. Н. Скрябина
- «Поэма» на музыку А. Н. Скрябина
- «Лунный свет» К. Дебюсси
- «Похоронный марш» на музыку Н. К. Метнера
- «Одиннадцатый вальс» Ф. Шопена
- «Danse sacree» на музыку К. Дебюсси
- «Zamona» на музыку Ф. Ф. Эккерта
- «Кэк-уок» на музыку К. Дебюсси

1922
Московский камерный балет
- «Этюды» на музыку А. Н. Скрябина и Н. К. Метнера
- «Мимолётности» на музыку С. С. Прокофьева
- «Желание» на музыку А. Н. Скрябина
- «Томный вальс» на музыку А. Н. Скрябина
- «Танец ласки» на музыку А. Н. Скрябина
- «Мазурка № 6» А. Н. Скрябина
- «Мазурка № 4» А. Н. Скрябина
- «Сарказмы» на музыку С. С. Прокофьева
- «Danse Canguide» на музыку А. Н. Скрябина
- «Desire» на музыку А. Н. Скрябина
- «Tombeau de Colombine» на музыку Б. Б. Бера

Театр «Кривой Джимми»
- «Полишинель» и «Любовь Паяца» на музыку Р. Дриго
- «Юмореска» на музыку С. В. Рахманинова
- «En Orange» на музыку Юргенсона

1923
Московский камерный балет
- «Этюды чистого танца» на музыку А. Н. Скрябина и Н. К. Метнера
- «Прелюды» на музыку Ф. Листа
- «Испанские танцы» на музыку И. Альбениса
- «Ноктюрны» на музыку Ф. Шопена
- «Danse macabre» на музыку Юргенсона
- «Хореографическая скороговорка» на музыку Юргенсона
- «Чемпионат фокстрота» на музыку Юргенсона

1924
- «Этюды чистой (новой) классики» на музыку Ф. Шопена

театр «Кривой Джимми»
- «Фокс-Тротт» с Е. Ленской и  Л. Л. Оболенским
- «Шумит ночной Марсель» с Е. Ленской и И. Лентовским
- «Танец смерти»
- «Новый эксцентрический танец»
- «Венгерский танец»
- «Хореографическая скороговорка»
- «Чемпионат фокстрота»

1925
- «Воинственный танец» (в репертуаре Большого театра)

1927
Вечер новых постановок Касьяна Голейзовского, Большой театр
- «Мимолетности» на музыку С. С. Прокофьева, художники Н. А. Мусатов, Б. Р. Эрдман
- «Испанские пляски» из балета «Кармен»: «Фанданго», «Сегидилья», «Астуриас» на музыку Б. Б. Бера
- «Сонеты Петрарки» — № 47, № 132, № 104
- «Consolation» — № 2, № 3, № 5
- «Кэк-уок» на музыку К. Дебюсси, художник М. Сапегин

Мюзик-холл
- «Испанский танец с папиросами» на музыку «Болеро» А. Казеллы

1929
Концерт артистов Большого театра — номера Касьяна Голейзовского
дирижёр Ю. Ф. Файер, художник К. Савицкий
- «Классика», танцевальная сюита на музыку фортепианных произведений Ф. Листа, оркестровка Д. Р. Рогаль-Левицкого
- «Испанские пляски», фрагменты из балета С. Н. Василенко «Лола»
- «Хореофрагменты» на музыку И. О. Дунаевского

1934
Ленинградское хореографическое училище
- «Вакханалия» и «Под дождём» на музыку А. К. Глазунова
- «Альдорада» на музыку М. Равеля

Московское хореографическое училище
- «Песнь любви» на музыку Ф. Листа

1934—1936
- «Ёлка деда Мороза» на музыку К. А. Потапова, концертные номера для МХУ

1942
- «Дон Кихот» Л. Минкуса, новая редакция М. М. Габовича, филиал Большого театра:

1. Соло Эспады (1-я картина I акта, музыка Минкуса)
2. Картина «Таверна» (2-я картина I акта, музыка Минкуса)
3. Цыганский танец, вставной номер на музыку B. В. Желобинского
4. IV акт: Болеро, танец двух подруг Китри и Санчо Панса, финальный массовый танец

1943
Московское хореографическое училище
- «Сон-Дрёмович» на музыку Н. К. Чемберджи
- «Жаворонок» на музыку В. Я. Шебалина
- «Вальс-фантазия» на музыку М. И. Глинки

Для концерта О. В. Лепешинской
- «Стрекоза» и «Мазурка» на музыку Ф. Шопена

Концерт А. Ким
- «Оживающая статуэтка» на музыку Д. Эллингтона, «Караван»

1956—1962
- Концертные программы с участием молодых артистов Большого театра

1958
Ленинградское хореографическое училище
«Листиана», хореографическая сюита на музыку Ф. Листа, художник Т. Г. Бруни
1. «Забытый вальс»
2. «Утешение»
3. «Вальс-импровизация»
4. «Листок из альбома»
5. «Мыслитель»
6. «Забытый романс»
7. «Порыв»
8. «Кампанелла»

1959
«Вечер хореографических миниатюр», МХУ на сцене Большого театра
1. «Лунный свет» на музыку К. Дебюси
2. «Прелюд» на музыку А. Н. Скрябина
3. «Вальс» на музыку И. Штрауса
4. «Романс» на музыку С. В. Рахманинова
5. «Испанский танец» на музыку М. де Фальи

1960
«Вечер новых хореографических миниатюр» в исполнении артистов Большого театра
Художники: А. А. Судакевич, В. А. Мамонтов, А. Г. Петрицкий, Р. Макаров
1. «Гирлянды» на музыку А. Н. Скрябина (Поэма op. 32, № 1)
2. «Три настроения» на музыку А. Н. Скрябина (Прелюдия, op. 11, № 17, 10, 6), исполнители Е. Л. Черкасская и М. А. Тихомиров
3. «Полет стрекозы» на музыку Ф. Листа
4. «Вальс» на музыку И. Штрауса
5. «Фантазия» на музыку С. Н. Василенко
6. «Хореографическая композиция» на музыку С. В. Рахманинова
7. «Хореографический этюд» на музыку А. Н. Скрябина
8. «Радость» на музыку С. В. Рахманинова
9. «Героика» на музыку А. Н. Скрябина (Этюд, op. 8, № 12)
10. «Печальная птица» на музыку М. Равеля
11. «Трагическая поэма» на музыку А. Н. Скрябина  (Поэма, op. 34)
12. «Лирическая этюд» на музыку А. Н. Скрябина (Этюд op. 2, № 1)
13. «Мазурка» на музыку А. Н. Скрябина (op. 3, № 6)
14. «Утешение» на музыку Ф. Листа
15. «Хореографический этюд» на музыку М. де Фальи
16. «Нарцисс» на музыку Н. Н. Черепнина
17. «Танец уличных танцовщиков»

1962
- «Заклинание» на музыку Ю. А. Шапорина, Ленинград

Концерт артистов Большого театра
Художники: В. К. Клементьев, С. Б. Вирсаладзе
1. «Мечты» («Дифирамб») (op. 24), исполнители Е. Л. Рябинкина и С. К. Власов
2. «Три прелюдии» (op. 16, № 1,2,4)
3. «Вакхический этюд» (Этюд, op. 8, № 10)
4. «Романтический дуэт» (Прелюдия, op. 51, а-moll, «Хрупкость»)
5. «Романс» на музыку Кирснера

1966
- «Русский танец» на музыку П. И. Чайковского из балета «Лебединое озеро»
- «В молчании ночи тайной» на музыку С. В. Рахманинова

1967
Творческий вечер Н. А. Долгушина
- «Две прелюдии» на музыку И. С. Баха

Вечер артистов Большого театра
- «Размышление» на музыку Ж. Масне, костюмы Т. Г. Бруни (1969 — для Н. Д. Большаковой и В. Н. Гуляева)
- «Прелюдия» на музыку С. В. Рахманинова, костюмы В. Мамонтова (?)

1968
- «Мимолётности» на музыку С. С. Прокофьева, ансамбль «Молодой балет» на сцене Большого театра